# Битьё яиц

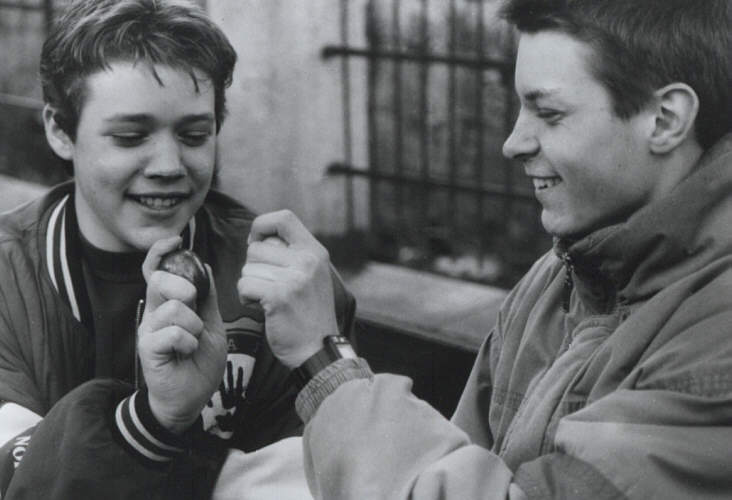
Два игрока играют в битки

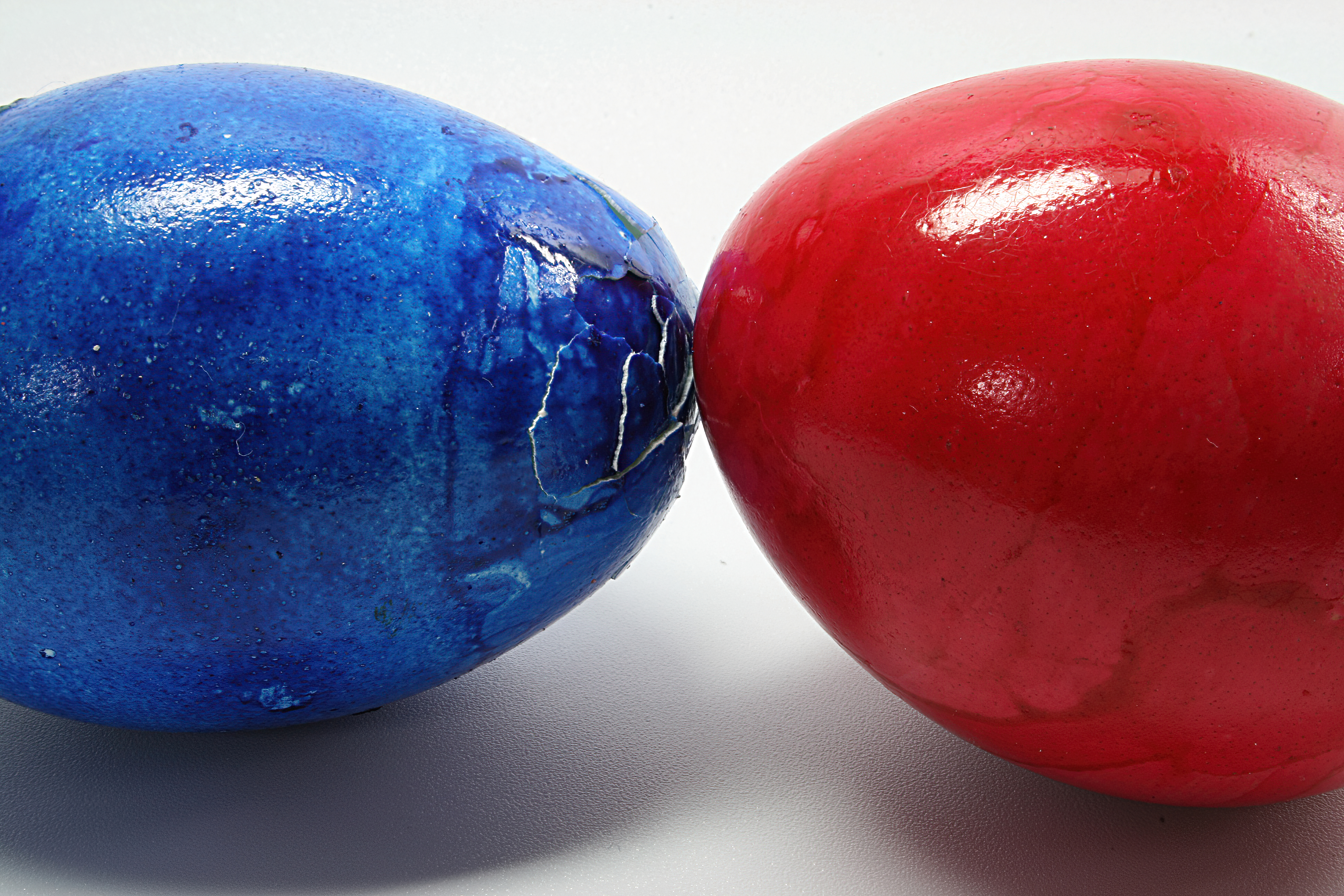
Красное яйцо оказалось прочнее синего

Битьё яиц, также известное как битки́, традиционная пасхальная игра. В английской народной традиции игра была по-разному известна как «shackling», «jarping» или «dumping».
Правила игры состоят в том, что два игрока держат в руках по куриному яйцу, предварительно сваренному вкрутую, и бьют их друг о друга, намереваясь разбить чужое, не разбив при этом своё. Как и любая другая игра, она была предметом обмана: известны случаи, когда недобросовестные игроки наполняли яйца цементом, алебастром и даже мрамором.

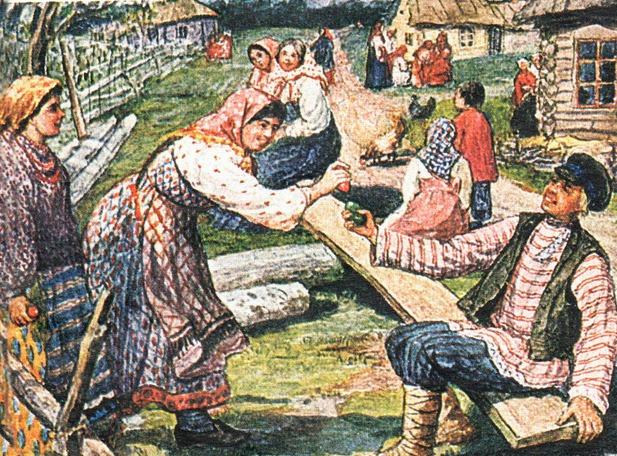
Ф. Сычков. Игра в битки.

## История
Пасхальное яйцо служит символом воскресения Иисуса Христа и поэтому является одним из атрибутов праздника Пасхи.
Битьё яиц практиковалось в Европе уже во времена Средневековья. Например, есть указания о том, что в XIV веке битки сыграли важную роль на Пасхальном фестивале в Загребе. Изучение польского фольклора позволяет предположить существование игры в битки в Польше XV века.
Европейские колонисты перенесли с собой обычай в Северную Америку. Так, молодой британский офицер Томас Энбери, путешествовавший по Америке в качестве военнопленного во времена американской войны за независимость, сообщал об игре в битки в городе Фредерик штата Мэриленд в 1781 году. По местным обычаям тех времён яйца красились с помощью кампешевого дерева или дикого тика, чтобы придать им малиновый цвет, который вдобавок, по замечанию Энбери, якобы сообщал орудиям игры «большую силу». Возможно, игра в битки не была тесно связана с пасхальными традициями, поскольку Энбери обнаружил её вблизи города Фредерик 11 июля 1781 года..
29 марта 1933 года балтиморская газета The Evening Sun, выходящая в том же самом штате Мэриленд, посвятила редакционную статью обсуждению аксессуаров игры в битки и различным техникам её ведения. Ещё один материал на ту же тему газета The Sunday Sun опубликовала 17 апреля 1949 года.

## Битьё яиц в современности
В Англии игра происходит между двумя участниками, которые бьют острыми концами яиц по яйцу соперника, пока одно из яиц не треснет; абсолютным победителем считается тот, чьё яйцо сумело разбить наибольшее количество других яиц. Мировые чемпионаты по битью яиц проводятся с 1983 года ежегодно каждую Пасху в воскресенье в Peterlee Cricket And Social Club в английском графстве Дарем. Доходы от мероприятия передаются в благотворительный фонд Macmillan Cancer Support.
Во многих местах штата Луизиана битки — также серьёзное состязание. Отсчёт первого официального соревнования по битью яиц ведётся там с 1956 года, оно состоялось в городе Марксвилл. В прошлом иные мошенники вместо куриных яиц использовали яйца цесарки, эти яйца имеют меньшие размеры и более прочную скорлупу. В настоящее время для яиц цесарок выделена отдельная конкурсная категория, а подготовка к конкурсу превратилась в серьёзное мероприятие. Участники соревнований теперь знают, в какое время и какие породы кур откладывают более прочные яйца. Куры должны питаться богатой кальцием пищей и много двигаться. Процесс варки яиц на конкурс тоже важен. Например, известно правило, что яйца должны вариться острым кончиком вниз, так чтобы воздушный карман находился с тупого конца яйца. Существует также правило, по которому победитель соревнований должен в конечном итоге разбить самое прочное яйцо и съесть его, чтобы продемонстрировать его подлинность.